# Gallilensi
I Gallilensi erano una popolazione nuragica che viveva nel territorio dell'attuale Sarrabus-Gerrei e Barbagia di Seulo, in provincia di Cagliari.

## Storia
I Gallilensi, tribù degli Iliensi, erano un popolo di pastori che spesso erano in agitazione con le genti che occupavano la pianura. Uno delle principali fonte storiche da cui si è appreso di questo popolo è Tavola di Esterzili, scoperta da un contadino esterzilese nel 1866. In questa si può leggere un ordine in cui l'imperatore Otone diffida i Gallilensi dal continuare le loro agitazioni contro i contadini Patulcensi, probabilmente non originari della Sardegna ma coloni campani. Il motivo di queste agitazioni deriva dal fatto che i pastori gallilensi avevano la tradizione di portare il bestiame in transumanza nelle pianura quando il clima era meno favorevole, pianura che ora era abitata dai Patulcensi.